# 恩氏多鰭魚
恩氏多鰭魚（学名：Polypterus endlicherii endlicherii），為輻鰭魚綱多鰭魚目多鰭魚科的其中一種。

## 分布
本魚分布於非洲尼日河、尼羅河、查德湖及邦達馬河流域。

## 特徵
本魚體延長呈圓柱狀，體以褐色為主，但會隨環境改變體色，體側具有粗黑色的縱色帶5至7條，且具有分歧的現象。下顎約略突出，各鰭皆有深色花紋，背鰭硬棘11至14枚；臀鰭軟條14至18枚，體長可達63公分。
它的头很小，像蜥蜴一样，有一张大嘴，两侧有小眼睛。由于它的视力很差，主要靠嗅觉捕猎。外部的鼻孔从鱼的鼻子里突出来。
有一对原始的肺，而不是一个鱼鳔，使它能够定期从水面上大口呼吸空气。在水族馆中，可以观察到恩氏多鰭魚为此目的而冲向水面。只要皮肤保持湿润，恩氏多鰭魚可以在水面上停留近乎无限的时间。

## 生態
本魚棲息在湖泊、河流氾濫的區域，屬肉食性，以魚類、甲殼類及水生昆蟲等為食。

## 經濟利用
在產地為食用魚，可做為觀賞魚。